# Carl Küstner

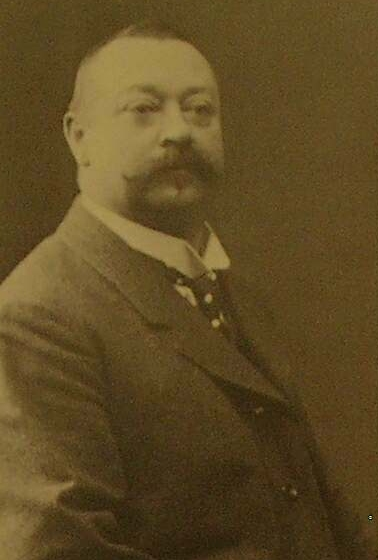
Carl Küstner

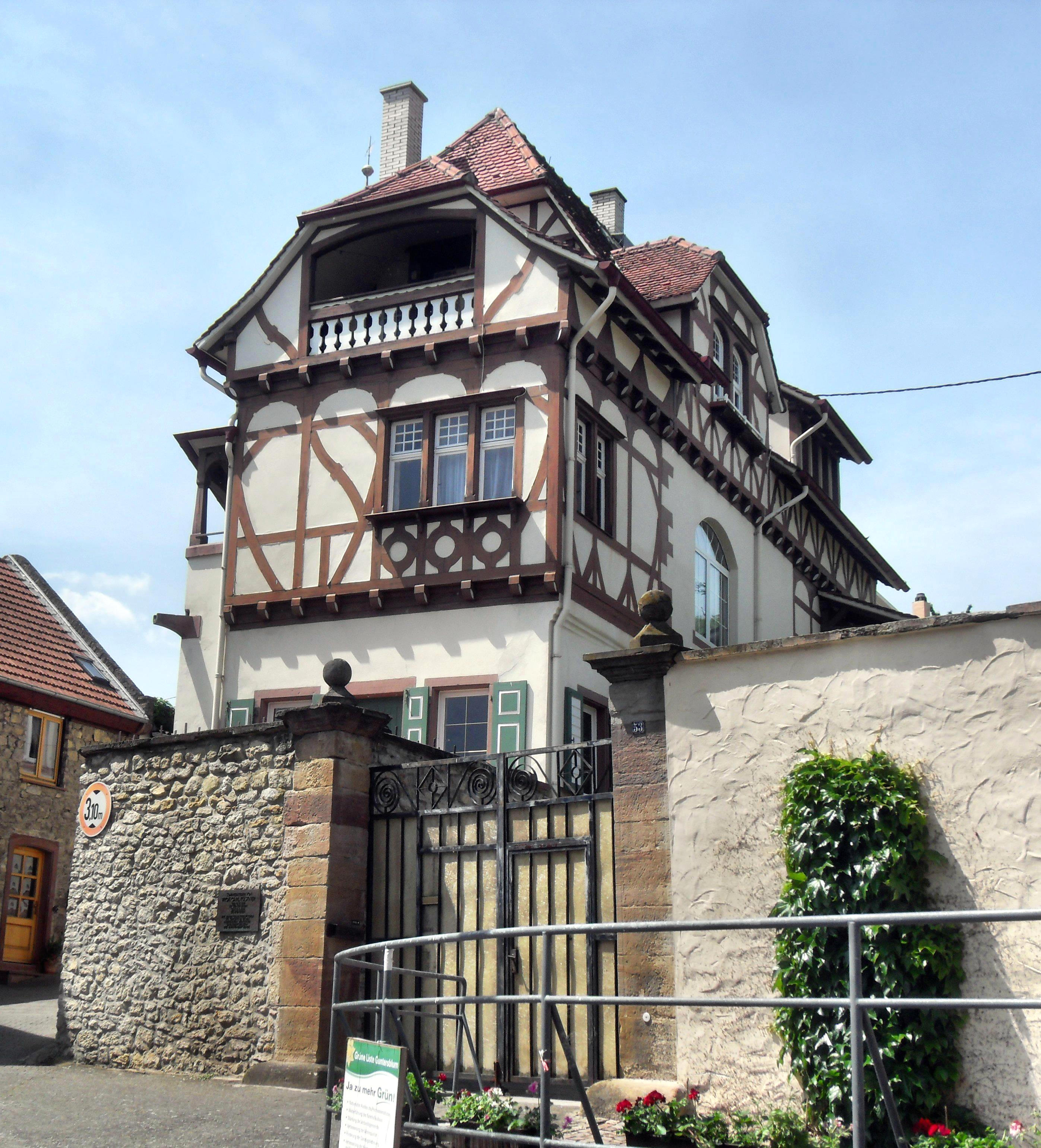
Sein Sommeratelier im Guntersblumer Kellerweg Nr. 53

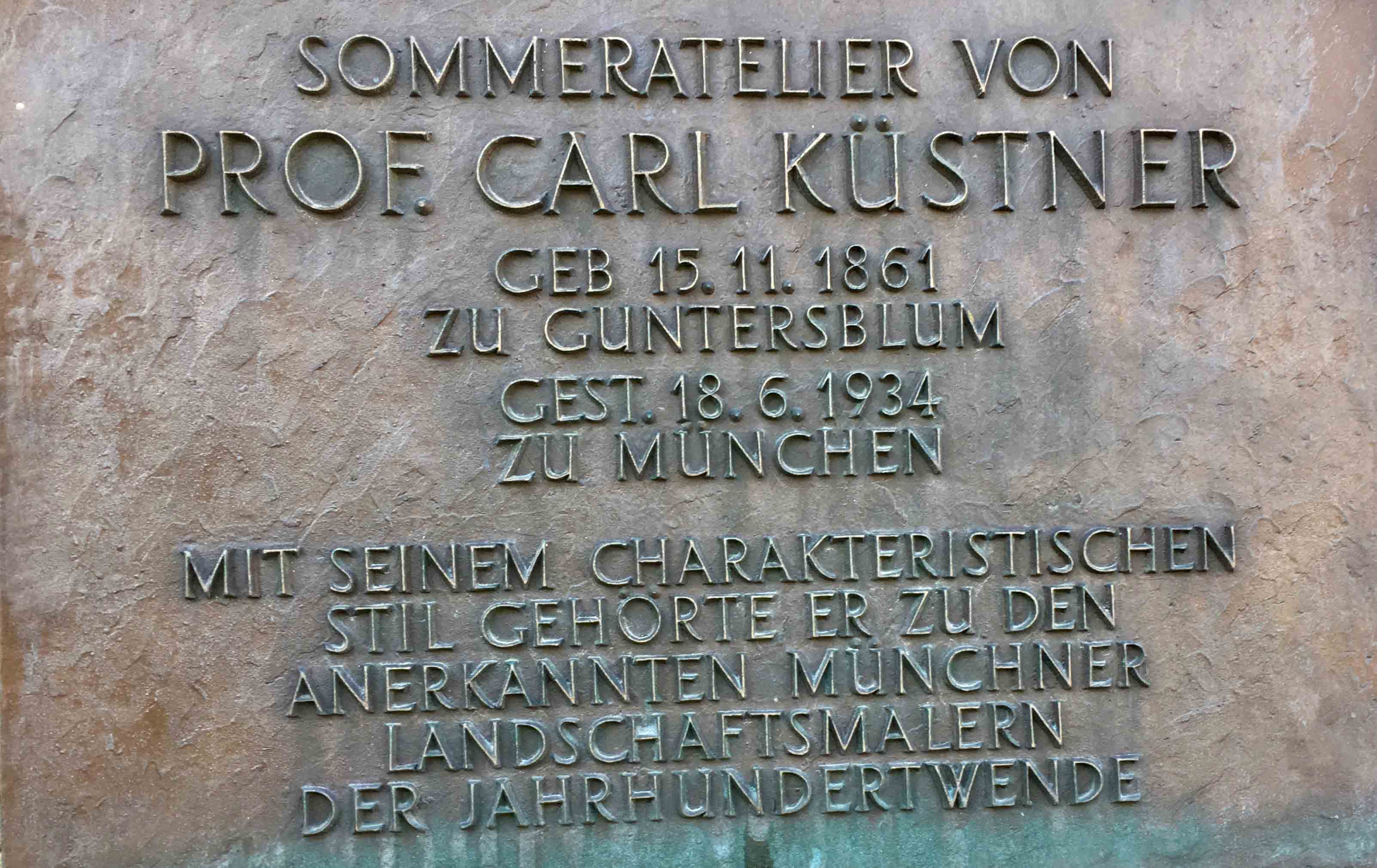
Gedenktafel am Sommeratelier

Carl Küstner (* 15. November 1861 in Guntersblum; † 18. Juni 1934 in München) war ein deutscher Maler und Kunstprofessor.

## Leben
Carl Küstner wurde 1861 als Sohn eines Landwirtes, Johannes Küstner II, und einer Hausfrau, Helene Küstner, geboren. Er wuchs im rheinhessischen Guntersblum auf, wo er auch die Volksschule, die später nach ihm benannt wurde, besuchte. Anschließend führte sein weiterer Schulweg nach Worms. Hier besuchte er eine Realschule, bevor er eine kaufmännische Lehre begann.
Als er schließlich zum Militärdienst nach München einberufen wurde, und er als untauglich eingestuft wurde, entdeckte er seine Leidenschaft zur Natur und Malerei. Infolgedessen zog er später nach Genf um, wo er dann auch begann, seine ersten Arbeiten zu schaffen. Als er dann 1884 wieder nach München zurückkam, um dem anerkannten Landschaftsmaler Professor August Fink seine Werke vorzulegen, entdeckte dieser sofort sein Talent. Nun wurde Carl Küstner für sechs Jahre sein Schüler. In dieser Zeit entwickelte er seinen eigenen Stil und lernte auch, professioneller zu malen. Bereits 1889 wurden seine Werke dann auf der internationalen Kunstausstellung im Münchner Glaspalast dem internationalen Publikum präsentiert.
1900 schließlich heiratete er Tusnelda Fink aus Stuttgart. Aus dieser Ehe ging eine Tochter hervor. Ein Jahr später baute er im Guntersblumer Kellerweg sein Sommeratelier.
1927 wurde Carl Küstner, der nun tief im Münchner Kunstleben integriert war, zum Professor der Bildenden Künste ernannt.
Später erlangten seine Werke mehr und mehr Berühmtheit, so dass auch einige seiner Werke in den 1930er Jahren im Deutschen Museum und in der Neuen Pinakothek in München ausgestellt wurden. Insgesamt wurden seine Werke bis 1934, also insgesamt 45 Jahre, in München ausgestellt – eine Seltenheit.
1932 war er nun zum letzten Mal in seinem Heimatort, bevor ihm eine schwere Schilddrüsenerkrankung die Reise von München nach Guntersblum untersagte. Er starb schließlich am 18. Juni 1934 in München.

## Werk
Malstil

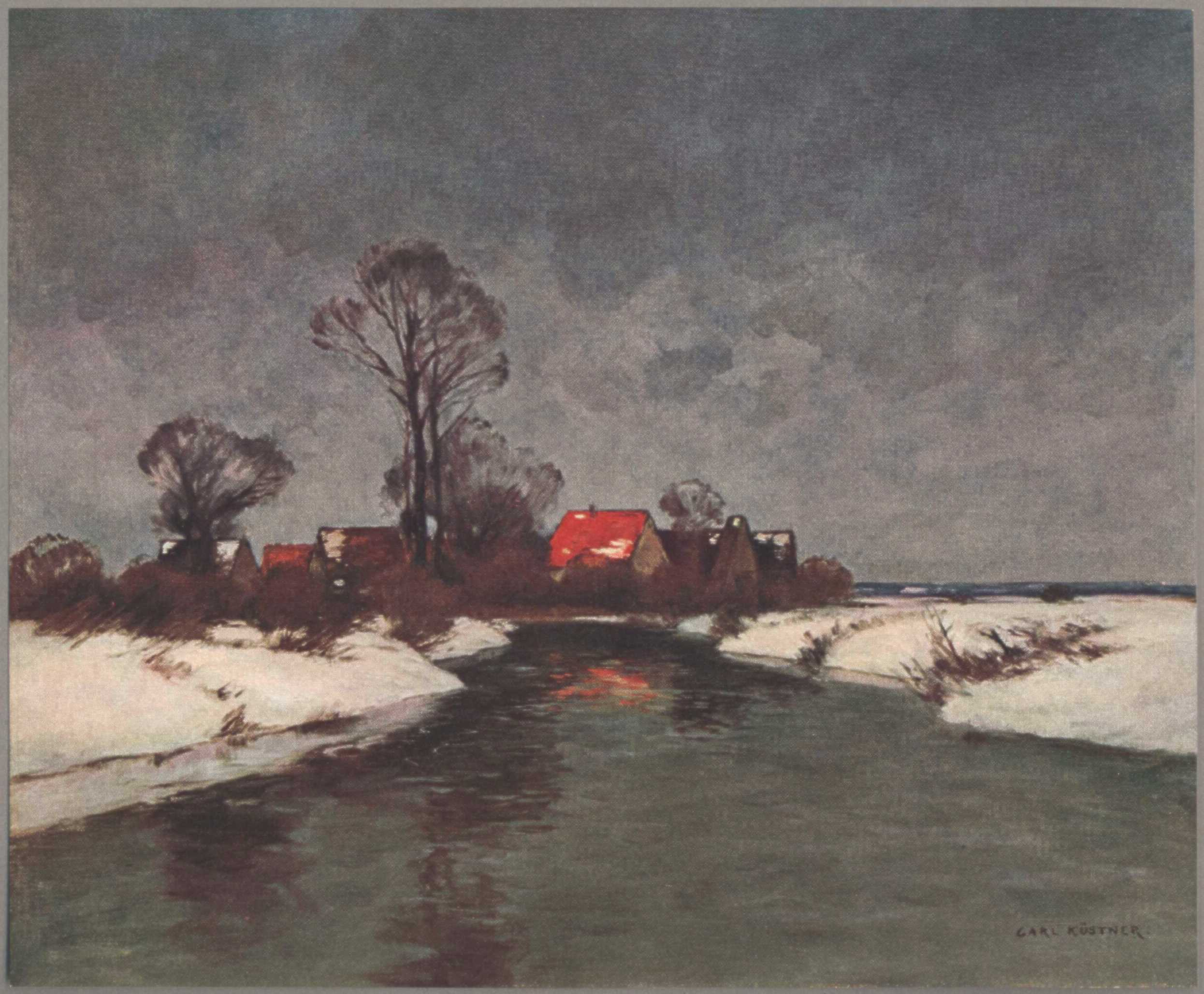
Winternachmittag

Carl Küstner malte seine Bilder bevorzugt breit, fest und saftig in starken und vollen Farben. Die Farbgebung seiner Bilder baute oft auf den Dreiklang Grün – Hellblau – Rot auf.
Motive

Carl Küstner bevorzugte in seinen Bildern stets seine Heimat: Er malte oft die rheinhessische Landschaft, den Altrhein in Rheinhessen sowie das Hessische Ried. Auch ist der Winter und das Tauwetter oft als Motiv in seinen Bildern zu finden. Titel seiner Werke heißen Dorf an einem Bach, Am Altrhein, Abend am Fluss, Herbstwald, Bei Rettenberg im Allgäu oder Winterabend.
Ausstellungen (Auswahl)
- 1887: Hamburger Frühjahrsausstellung, Isarmotiv bei Lenggries
- 1888: Münchner Glaspalast, Sommermorgen[1]
- 1889 und 1891: Herbstausstellung in München
- 1890: Jahresausstellung in Wien, Herbstmorgen
- 1890: Bremer allg. Kunstausstellung, Herbstabend, Frühling, Sommer, Bäume am Wasser[2]
- 1893 bis 1934: Münchner Glaspalast

## Ehrungen
- 1897: Medaille 2. Klasse vom Preisgericht der Münchner Kunstausstellung
- 1901: Goldene Medaille 1. Klasse für sein Bild Winterabend
- 1902: Silberne, respektive kleine goldene Staatsmedaille in Wien für das Ölgemälde Buchenwald[3]